# Julian Kirshner
Julian Kirshner (circa 1985) is een Amerikaanse drummer en percussionist in de jazz en geïmproviseerde muziek. Hij is actief in de muziek-scene van Chicago.

## Biografie
Kirshner begon op zijn tiende met drummen, hij kreeg toen de kans te spelen in de Percussion Scholarship Group van het Chicago Symphony Orchestra. In de jaren erna had hij les van Sarah Allen, David Bloom, Dylan Ryan en Frank Rosaly. Kirsher werkte in Chicago met Sam Weinberg, Charlie Kirchen, Keefe Jackson, Fred Lonberg-Holm en Gerrit Hatcher. Hij organiseert de wekelijkse Improvised Music Series in een boekzaak, Myopic Books.

## Discografie (selectie)
- Gerrit Hatcher / Julian Kirshner: Five Percent Tint (2017)
- Sam Weinberg / Charlie Kirchen / Julian Kirshner: Whip the Apron (2017)
- Keefe Jackson / Julian Kirshner / Fred Lonberg-Holm: After a Few Days (2018)